# Visa payWave
Visa payWave，是Visa在其簽帳金融卡和信用卡上利用EMV技術推出的一項非接觸式付款功能，當Visa payWave卡用於一般刷卡機或感應式讀卡機時，晶片模組會依讀卡機型態自行進行判斷，執行非接觸付款功能。
2007年9月，Visa 推出的Visa payWave非接觸付款技術的功能，它允許持卡人持卡靠近在接觸式付款裝置，而不需要物理刷卡或將卡插入一個銷售點裝置。這是類似的银联卡的闪付、萬事達卡的MasterCard Contactless和美國運通的AE ExpressPay服務，都使用無線射頻辨識技術（RFID）。

## 特點
- 免除刷卡或將VISA信用卡插入刷卡機的程序，付款簡單、快速、安全。
- 只需在Visa payWave感應器的4公分範圍內，手持Visa payWave卡，Visa payWave感應器就能感應到Visa payWave卡的卡片資料。
- 一定金額以下「免簽名」，4秒鐘完成列印簽單交易程序，有效節省持卡人簽帳、收銀員處理交易的時間。

## 安全機制
- 集合EMV晶片安控及無線電技術（RFID），晶片內建多項加密機制，並採用動態資料認證（Dynamic Data Authentication, DDA）功能，交易時，VISA智慧晶片能為每筆交易產生一個獨一的簽章，提高資料在傳輸過程中的安全性，防止資料被竊取及側錄的可能性。
- Visa payWave發卡會員機構可以根據風險控管需求，決定Visa payWave交易的處理程序為一般的「連線交易」或是快速的「離線交易」，離線交易最快4秒即可完成列印簽單之所有程序。
- 每一張Visa payWave卡都設有「風險額度累計」的功能，在超過一定的交易總累計金額後，商家在執行交易時，系統會由離線交易轉為連線交易，透過終端機與發卡行做確認程序，加強持卡人的支付安全。
- 卡片掌握在消費者手中，不用擔心被側錄及盜刷的問題。

## 發行者

### 香港
全港首張Visa payWave卡在2008年2月推出。現時，香港已推出多款Visa payWave卡產品，列表如下：
| 發行日期      | 產品名稱                              | 發卡機構                   | 主要優惠商戶 | 備註                                                                                     | 網址                              |
| ------------- | ------------------------------------- | -------------------------- | --- | ---------------------------------------------------------------------------------------- | --------------------------------- |
| 2008年2月     | enJoy 卡                              | 恒生銀行                   | 怡和洋行旗下部份商店： 健安喜、萬寧 (零售商)、7-Eleven、惠康、Market Place by Jasons、3hreeSixty 、Jasons Food & Living、宜家家居、必勝客、肯德基等 怡和員工卡版本 更包括美心食品旗下食店 |                                                                                          | * （页面存档备份，存于）          |
|               | 恒生Travel+ Visa Signature卡          | 恒生銀行                   | |                                                                                          |                                   |
|               | 恒生 Visa Infinite 卡                 | 恒生銀行                   | | 只供獲邀請之人士申請                                                                     | （页面存档备份，存于）            |
|               | MUJI Card                             | 恒生銀行                   | 無印良品 |                                                                                          | * （页面存档备份，存于）          |
|               | 恒生Visa白金卡                        | 恒生銀行                   | |                                                                                          | * （页面存档备份，存于）          |
|               | 香港中文大學信用卡                    | 恒生銀行                   | 香港中文大學 |                                                                                          | * （页面存档备份，存于）          |
|               | 香港城市大學信用卡                    | 恒生銀行                   | 香港城市大學 |                                                                                          | * （页面存档备份，存于）          |
|               | 香港浸會大學信用卡                    | 恒生銀行                   | 香港浸會大學 |                                                                                          | * （页面存档备份，存于）          |
|               | 香港中文大學專業進修學院信用卡        | 恒生銀行                   | 香港中文大學專業進修學院 |                                                                                          | * （页面存档备份，存于）          |
|               | 香港恒生大學信用卡                    | 恒生銀行                   | 香港恒生大學 |                                                                                          | * （页面存档备份，存于）          |
|               | DBS COMPASS VISA                      | 星展銀行（香港）           | 長江和記實業旗下部份商店： 百佳超級市場、Taste、Great、豐澤電器、屈臣氏個人護理店 |                                                                                          | （页面存档备份，存于）            |
|               | DBS Eminent Card                      | 星展銀行（香港）           | |                                                                                          | （页面存档备份，存于）            |
|               | CABLE Power VISA                      | 星展銀行（香港）           | 有線寬頻 | 已停止發行                                                                               | （已失效） （页面存档备份，存于） |
|               | DBS Pay Less Visa白金卡               | 星展銀行（香港）           | |                                                                                          | （页面存档备份，存于）            |
|               | DBS商務卡                             | 星展銀行（香港）           | |                                                                                          | （页面存档备份，存于）            |
|               | 3Everyday COMPASS VISA                | 星展銀行（香港）           | 長江和記實業旗下部份商店： 百佳超級市場、Taste、Great、豐澤電器、屈臣氏個人護理店 | 已停止發行                                                                               |                                   |
|               | 大新APITA UNY卡                       | 大新銀行集團               | UNY |                                                                                          | * （页面存档备份，存于）          |
| 2011年1月     | 大新領展Happy Visa卡                  | 大新銀行集團               | 領展房地產投資信託基金商場參與商店 | 「開心商戶」名單（已失效）（页面存档备份，存于）                                         | * （页面存档备份，存于）          |
|               | 大新「我至愛商戶」Visa payWave 白金卡 | 大新銀行集團               | | 暫不接受申請                                                                             |                                   |
|               | 大新零食物語Visa payWave信用卡        | 大新銀行集團               | 零食物語 |                                                                                          | * （页面存档备份，存于）          |
| 2011年6月23日 | 大新Autotoll信用卡                    | 大新銀行集團               | 全港唯一快易通自動增值服務， 自動缴付隧道或收费幹線的 「快易通電子道路收费」 | 「大新 Autotoll 白金卡」將提升為「大新 MyAuto 車主信用卡」                               | * （页面存档备份，存于）          |
|               | 大新 MyAuto 車主信用卡                | 大新銀行集團               | |                                                                                          | （页面存档备份，存于）            |
|               | 大新VIP銀行服務Visa Infinite卡        | 大新銀行集團               | |                                                                                          | * （页面存档备份，存于）          |
|               | 大新GUNDAM信用卡                      | 大新銀行集團               | |                                                                                          | * （页面存档备份，存于）          |
|               | 大新瑪利諾修院學校VISA白金卡          | 大新銀行集團               | |                                                                                          | * （页面存档备份，存于）          |
|               | 大新出類拔萃白金卡                    | 大新銀行集團               | |                                                                                          | * （页面存档备份，存于）          |
|               | 大新英國航空白金卡                    | 大新銀行集團               | 英國航空 |                                                                                          | * （页面存档备份，存于）          |
|               | 大新 MINNA NO TABO 白金卡             |                            | |                                                                                          | （页面存档备份，存于）            |
|               | 大新 Doraemon 白金卡                  |                            | |                                                                                          | （页面存档备份，存于）            |
|               | 大新 MOOMIN 信用卡                    |                            | |                                                                                          | （页面存档备份，存于）            |
|               | 大新 BATMAN™ 白金卡                   |                            | |                                                                                          | （页面存档备份，存于）            |
|               | ICBC Xplore Visa Signature 卡         | 中國工商銀行（亞洲）       | |                                                                                          | * （页面存档备份，存于）          |
|               | ICBC宇宙星座卡                        | 中國工商銀行（亞洲）       | |                                                                                          | - （页面存档备份，存于）          |
|               | ICBC長隆白金卡                        | 中國工商銀行（亞洲）       | 廣東長隆集團旗下主題公園： 長隆歡樂世界、長隆水上樂園、長隆國際大馬戲、長隆野生動物世界、廣州鱷魚公園、長隆海洋王國、長隆橫琴國際馬戲城等                                                 |                                                                                          | * （页面存档备份，存于）          |
|               | LINE FRIENDS 信用卡                   |                            | Naver (公司) |                                                                                          | - （页面存档备份，存于）          |
|               | eye信用卡                             | 中國建設銀行（亞洲）       | |                                                                                          | * （页面存档备份，存于）          |
|               | 建行(亞洲)白金信用卡                  | 中國建設銀行（亞洲）       | |                                                                                          | * （页面存档备份，存于）          |
|               | 建行(亞洲)AIA VISA信用卡              | 中國建設銀行（亞洲）       | 友邦保險 |                                                                                          | * （页面存档备份，存于）          |
|               | 中銀崇光Visa卡                        | 中銀信用卡（國際）有限公司 | 香港崇光百貨 |                                                                                          | * （页面存档备份，存于）          |
|               | 中銀GOOD DAY白金卡                    | 中銀信用卡（國際）有限公司 | 華潤集團旗下部份商店： 華潤萬家超級市場、U購Select、華潤堂、太平洋咖啡、voi_la! 及VanGO                                                                                                   |                                                                                          | * （页面存档备份，存于）          |
|               | 中銀香港航空Visa卡                    | 中銀信用卡（國際）有限公司 | 香港航空 |                                                                                          | （页面存档备份，存于）            |
|               | 中銀恒地會Visa卡                      | 中銀信用卡（國際）有限公司 | 恒基兆業地產 |                                                                                          | （页面存档备份，存于）            |
|               | 中銀科大白金卡                        | 中銀信用卡（國際）有限公司 | 香港科技大學 |                                                                                          | （页面存档备份，存于）            |
|               | 中銀樹仁大學信用卡                    | 中銀信用卡（國際）有限公司 | |                                                                                          | （页面存档备份，存于）            |
|               | 中銀香港會計師公會白金卡              | 中銀信用卡（國際）有限公司 | 香港會計師公會 |                                                                                          | （页面存档备份，存于）            |
|               | 中銀信和Visa卡                        | 中銀信用卡（國際）有限公司 | 信和集團旗下部分公司： 信和置業、信和酒店 |                                                                                          | （页面存档备份，存于）            |
|               | 中銀東華三院信用卡                    | 中銀信用卡（國際）有限公司 | |                                                                                          | （页面存档备份，存于）            |
| 2009年2月     | KFC Visa卡                            | Aeon信貸                   | 肯德基 | 於2020 年1 月1 日起停止使用。                                                            | * （页面存档备份，存于）          |
| 2011年        | Circle K Visa卡                       | Aeon信貸                   | OK便利店、聖安娜餅屋 |                                                                                          | * （页面存档备份，存于）          |
|               | AEON Visa 信用卡                      | Aeon信貸                   | 永旺百貨 |                                                                                          | * （页面存档备份，存于）          |
|               | 白金信用卡                            | 渣打銀行（香港）           | |                                                                                          | * （页面存档备份，存于）          |
|               | 渣打「優先理財」信用卡                | 渣打銀行（香港）           | |                                                                                          | * （页面存档备份，存于）          |
|               | 渣打Simply Cash Visa 卡               | 渣打銀行（香港）           | |                                                                                          | * （页面存档备份，存于）          |
|               | 渣打 Visa Infinite 信用卡             | 渣打銀行（香港）           | |                                                                                          | * （页面存档备份，存于）          |
|               | 渣打Smart卡                           | 渣打銀行（香港）           | |                                                                                          | （页面存档备份，存于）            |
|               | Q Credit Card                         | 渣打銀行（香港）           | AlipayHK |                                                                                          | （页面存档备份，存于）            |
|               | A.Point Card                          | 渣打銀行（香港）           | AlipayHK |                                                                                          |                                   |
|               | 匯豐運籌理財白金 Visa 卡              | 香港上海滙豐銀行           | | 2020年10月27日起，全新的綜合理財戶口滙豐One會逐步取代滙豐運籌理財 （页面存档备份，存于） |                                   |
|               | 匯豐 Visa Signature卡                 | 香港上海滙豐銀行           | |                                                                                          | * （页面存档备份，存于）          |
|               | 匯豐白金 Visa 卡                      | 香港上海滙豐銀行           | |                                                                                          | * （页面存档备份，存于）          |
|               | 滙豐滙財金卡                          | 香港上海滙豐銀行           | |                                                                                          | （页面存档备份，存于）            |
|               | 東亞銀行Visa Signature卡              | 東亞銀行                   | |                                                                                          | * （页面存档备份，存于）          |
|               | Citi Rewards 信用卡                   | 花旗银行                   | | 2025年7月31日起停止服務                                                                  | * （页面存档备份，存于）          |
|               | Citi HKTVmall 信用卡                  | 花旗银行                   | 香港電視購物網絡 |                                                                                          | * （页面存档备份，存于）          |
|               | Go-Goal 信用卡                        | 交通銀行                   | |                                                                                          | * （页面存档备份，存于）          |
|               | Visa白金信用卡                        | 交通銀行                   | |                                                                                          |                                   |
|               | 招商永隆 Xcite Visa 白金卡            | 招商永隆銀行               | |                                                                                          | * （页面存档备份，存于）          |
|               | 大眾書局信用卡                        | 上海商業銀行               | 大眾書局 | 已停止發行                                                                               | （页面存档备份，存于）            |
|               | 「讀書人」金信用卡                    | 上海商業銀行               | 宣道書局 |                                                                                          | （页面存档备份，存于）            |
|               | Kingkow信用卡                         | 上海商業銀行               | 安踏體育旗下品牌： Kingkow |                                                                                          | （页面存档备份，存于）            |
|               | 國際青年商會香港總會信用卡            | 上海商業銀行               | |                                                                                          | （页面存档备份，存于）            |
|               | 香港測量師學會信用卡                  | 上海商業銀行               | |                                                                                          | （页面存档备份，存于）            |
|               | 香港文物信用卡                        | 上海商業銀行               | |                                                                                          | （页面存档备份，存于）            |
|               | 愉景新城信用卡                        | 上海商業銀行               | |                                                                                          | （页面存档备份，存于）            |
|               | 白金信用卡                            | 上海商業銀行               | |                                                                                          | （页面存档备份，存于）            |
|               | 商務白金信用卡                        | 上海商業銀行               | |                                                                                          | （页面存档备份，存于）            |
|               | 信銀國際CITICfirst 白金卡             | 中信銀行（國際）           | |                                                                                          | （页面存档备份，存于）            |
|               | 信銀國際信用卡                        | 中信銀行（國際）           | |                                                                                          | （页面存档备份，存于）            |
|               | ZA Card                               | 眾安銀行                   | |                                                                                          | （页面存档备份，存于）            |

以上各信用卡或扣帳卡消費港幣500或以下並以拍卡方式付款均毋須簽署（實際視乎個別商戶操作而定）。

### 台灣
在台灣，目前已經有的Visa payWave發卡機構包括：上海商業儲蓄銀行、中國信託商業銀行、三信商業銀行、玉山銀行、台北富邦銀行、台新國際商業銀行、永豐銀行、兆豐國際商業銀行、花旗（台灣）銀行、國泰世華銀行、第一銀行、遠東國際商業銀行、聯邦銀行、永旺信用卡、合作金庫銀行、凱基銀行、彰化銀行、華南銀行、中華郵政。

### 中国大陆
2008年5月8日，中国工商银行北京市分行与百盛集团、Visa国际组织共同宣布，中国首张非接触式支付联名信用卡——牡丹百盛信用卡从即日起在北京百盛购物中心正式发行，并将逐步在全国推广发行。
2014年7月31日，招商银行正式将之前已经发行的全币种国际信用卡升级为全币种国际芯片卡，加入了支持EMV芯片卡功能（如payWave等）。

### 澳門
澳門首張Visa payWave卡在2013年7月9日由大豐銀行、來來超級市場及中銀信用卡公司聯合推出。。
惟現階段澳門來來超級市場只接受由大豐銀行所發行之來來Visa payWave信用卡付費，其他外地Visa payWave卡一律不受理。
在澳門首張Visa payWave卡發行之前，其實已有商戶接受Visa payWave卡付款，如澳門百佳超級市場的分店。但使用率一直偏低，甚至有部份百佳分店索性把payWave讀卡器收起來。
截止2016年12月，澳門分別有4家銀行推出Visa payWave卡，分別中國銀行澳門分行、大豐銀行（中銀信用卡國際）和澳門華僑永亨銀行、澳門商業銀行。

## 應用範圍
- 常用於要求支付速度快、便利性高的場所

如：大眾運輸系統、的士、藥妝店、量販店、加油站、美食廣場、影音出租店、咖啡連鎖店、速食餐廳、主題遊樂場、電影院等。

### 香港

#### 超級市場
Oliver's The Delicatessen、Market Place by Jasons、ThreeSixty、惠康超級市場，Watson's Wine、Great、International by PARKnSHOP、Fusion by PARKnSHOP、TaSTe、百佳超級市場、PARK'n-Express，華潤 V Ole' Supermarket、華潤萬家超市，Voila! Wine Cellar、U購Select、759阿信屋

#### 便利店
7-Eleven、VanGO，Circle K

#### 美容及個人產品
GNC，萬寧，屈臣氏，華潤采活，安利（香港）日用品，千葉草

#### 連鎖式快餐店
KFC、美心MX、麥當勞

#### 西餅麵包
美心西餅、東海堂、OWENHOUSE、聖安娜餅屋

#### 戲院
AMC、百老匯院綫、Palace、東方影業 (香港)、洲立影藝

#### 咖啡店
星巴克咖啡店、太平洋咖啡

#### 餐廳
潮樓╱潮館、迎囍大酒樓、客家好棧、HIPOT、上樓、稻香、稻坊、稻香超級漁港、Misocool、中村藤吉、京林屋、翠華餐廳集團、美心香港地

#### 電器店
3Shop、豐澤

#### 運動用品店
運動家、C.P.U.、Birkenstock、Onitsuka Tiger Shop

#### 家居裝飾店
宜家家居

#### 渡輪服務
噴射飛航

#### 書店
Bookazine、誠品書店

#### 寵物店
Q-PETs、紅蘿蔔、寵物森林、寵物便利、龍貓樂園

#### 唱片店
Disc Plus、CD Warehouse、HMV（已清盤）

#### 時裝
Timberland、UNIQLO

#### 的士
2010年12月2日，快易通、大新銀行與Visa宣佈在香港的士引入AutoTAXI服務，接受感應式Visa payWave、傳統晶片及磁帶式Visa信用卡繳費配套。此項服務名為快易通智能的士電召服務，簡稱「快易通的士」(AutoTAXI)，試行階段目標為約200部市區的士（紅的）率先提供新服務，稍後將逐階段擴大應用規模。2011年6月23日，首批100部車頂設「飛翼」標誌的「飛的」正式投入服務，有車行表示智能系統年底將引入至逾500部的士。但2011年11月30日起已停止服務。

#### 香港巴士
九龍巴士、龍運巴士、城巴

#### 香港鐵路運輸
港鐵公司營運的中型鐵路系統及重型鐵路系統
香港電車

## 安全疑慮
紐卡素大學網上罪行及電腦保安中心發表報告，揭露感應式（非接觸式/Contactless）付款信用卡的漏洞，其研究團隊僅花30英鎊（約330港元）從網上購買零件，即可把手機改裝成讀卡機。在測試時，把它放近感應付款信用卡，只需兩秒時間，即成功盜取信用卡資料，包括卡主姓名、信用卡號碼及到期日，甚至最近10次的交易紀錄。